# Єса Посонь
Єса Посонь (угор. Poszony Jesza), також відомий як Імре Посонь (угор. Imre Pozsonyi, 12 грудня 1880, Будапешт — 9 травня 1932, Нью-Йорк) — угорський футболіст, що грав на позиції півзахисника. Футболіст року в Угорщині (1904). По завершенні ігрової кар'єри — тренер, зокрема був головним тренером іспанської «Барселони».

## Ігрова кар'єра
Виступав за будапештські клуби МУЕ та МТК, виступаючи за другий з яких 1904 року був названий найкращим футболістом року в Угорщині.
В 1901 році брав участь у двох неофіційних матчах збірної Угорщини проти англійських клубів, а 12 жовтня 1902 року зіграв в історичному першому офіційному матчі національної збірної Угорщини, яка ще була частиною Австро-Угорщини, проти другої частини країни — збірної Австрії, для якої це був також офіційний перший матч в історії.

## Кар'єра тренера
Після закінчення кар'єри працював футбольним суддею на матчах в Угорщині, а згодом став тренером МТК. У 1921 роци Посонь поїхав до Польщі щоб тренувати клуб «Краковія» з Кракова, яка в тому ж сезоні виграв титул чемпіона Польщі у дебютному розіграші турніру. Також Посонь взяв участь у становленні збірної Польщі, допомагаючи Йозефу Школьніковському в організації першого матчу поляків, який пройшов саме зі збірною Угорщини 18 грудня 1921 року і закінчився поразкою поляків 0:1.

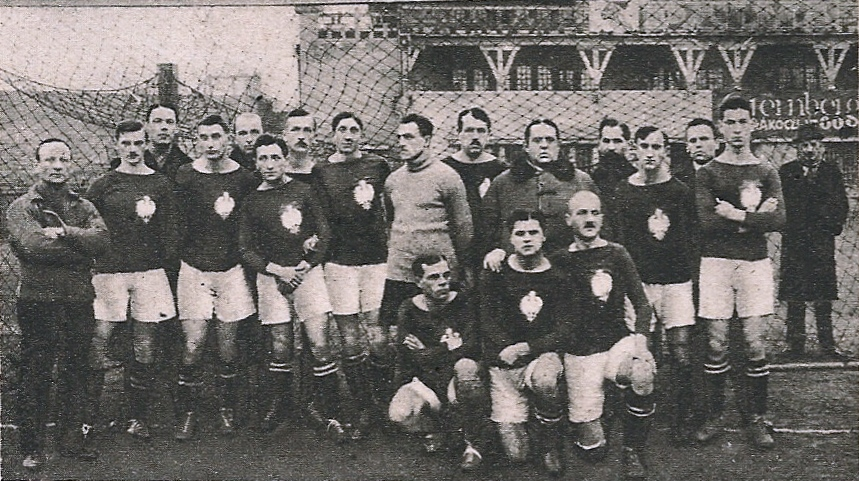
Єса Посонь (крайній ліворуч) з гравцями збірної Польщі перед їх історичним дебютним матчем.

У грудні 1922 року став другим тренером «Барселони» у штабі Джека Грінвелла. Після уходу англійця в серпні 1923 року став першим тренером клубу на два місяці. З приходом Альфреда Споунсера увійшов у його штаб, паралельно в сезоні 1923/24 займався з молодіжною командою клубу. По завершенні сезону Споунсер покинув клуб і Посонь став головним тренером команди на сезон 1924/25, але був звільнений в грудні того ж року. Загалом тренував каталонський клуб у 47 іграх (30 перемог, 9 нічиїх, 8 поразок)
Після цього Посонь повернуася в Угорщину, де тренував команди нижчих ліг, а 1926 року відправився до Королівства Сербів, Хорватів і Словенців, де три роки тренував загребський клуб «Граджянскі», з яким двічі став чемпіоном країни.
Паралельно тренував угорський клуб «Уйпешт», з яким ставав срібним і бронзовим призером національного чемпіонату та фіналістом Кубка Угорщини, а також керував командою у дебютному розіграші Кубка Мітропи, а в кінці 1920-х років виїхав до Америки, де потренував мексиканський клуб «Реал Еспанья», а 9 травня 1932 помер у Нью-Йорку на 52-му році життя в злиднях і забутті. За іншими даними помер у жовтні 1963 року.

## Титули і досягнення

### Як тренера
- Чемпіон Польщі (1):

«Краковія»: 1921
- Володар кубка Іспанії (1):

«Барселона»: 1925
- Чемпіон Югославії (2):

«Граджянскі»: 1926, 1928

## Статистика виступів
| Дата       | Місто  | Господарі | Результат | Гості    | Турнір           | Голи | Примітки |
| ---------- | ------ | --------- | --------- | -------- | ---------------- | ---- | -------- |
| 12/10/1902 | Відень | Австрія   | 5 – 0     | Угорщина | товариський матч | -    |          |
| Усього     |        | Матчів    | 1         |          | Голів            | 0    |          |